# تضحية الأطفال في أوغندا
في أفريقيا جنوب الصحراء الكبرى، «تستمر ممارسة طقوس القتل والتضحية البشرية... بما يتعارض مع الميثاق الأفريقي لحقوق الإنسان والشعوب وغيره من وثائق حقوق الإنسان». في القرن الحادي والعشرين، أبِلغ عن مثل هذه الممارسات في نيجيريا، وأوغندا، وسوازيلاند، وليبيريا، وتنزانيا، وناميبيا، وزيمبابوي، وكذلك موزمبيق، ومالي.
هذه الممارسة المؤذية تتمثل في إزالة أجزاء من الجسم أو الدم أو الأنسجة من طفل ما يزال على قيد الحياة.

## الخلفية والسياق

### القضية
تضررت المناطق الريفية بالقرب من كمبالا، عاصمة أوغندا، بشدة من عمليات اختطاف الأشخاص المستضعفين، ولا سيما الأطفال، لأغراض القرابين. وهي ظاهرة حديثة يُزعم أنها جزء من العرف القديم للبلاد، من خلال استخدام الطب التقليدي، الذي يعتمد عليه نحو 80% من الناس. أحاط الخوف والحيرة هذه القرى من مثل هذه الأنشطة. في المجتمعات المكشوفة، وضِعت ملصقات على جوانب الطرق، وورش العمل، وأنظمة تنبيه لتحذير الأطفال وأسرهم من الخطر الذي يشكله الأطباء السحرة الذين يخطفون الأطفال بغية التضحية بهم.

### الدافع
يستشير الأطباء السحرة، الذين يُعرفون أيضًا بأنهم معالجون تقليديون، الأرواح لأي شخص يمكنه دفع أجورهم. ومن ثم تتواصل هذه الأرواح مع هؤلاء السحرة لتحدد نوع التضحية التي تريدها لإرضائها. غالبًا ما تكون هذه التضحيات عبارة عن دجاج أو ماعز، ولكن عندما تفشل مثل هذه التضحيات في جعل العميل ينجح على الفور، فإن «الأرواح» تطلب تضحيات بشرية.
لدى الأطباء السحرة أسباب متعددة للتضحية بالأطفال مثل الصحة، والحظ السعيد، ودرء الأرواح الشريرة.
في معظم الحالات، تُستخدم هذه الاستراتيجية لإعطاء العميل مهمة مستحيلة حتى لا يبدو أن الطبيب الساحر قد فشل. الطبيب الساحر قادر على كسب الكثير من الثروة من خلال تسهيل وتنفيذ التضحيات البشرية لأن الأجور المفروضة عادة ما تكون مرتفعة للغاية. خلقت الرغبة في الثروة الفورية من جانب العميل والجشع من جانب الطبيب الساحر سوقًا جاهزًا لبيع لأطفال وشرائهم. لقد أصبح الأطفال سلعة للتبادل، وأصبحت التضحية بالأطفال عملًا تجاريًا أكثر من كونها مجرد مسألة دينية أو ثقافية.

### الأسباب
كثيرًا ما يقع الأطفال ضحايا للتضحية لأسباب مختلفة، أكثرها شيوعًا هو سهولة اختطافهم نسبيًا. نظرًا لأنهم أكثر ضعفًا بكثير من البالغين، فمن السهل إغراء الأطفال بالإضافة إلى عدم قدرتهم على المقاومة. سبب آخر لاختطاف الأطفال هو أنه من الناحية الروحية يُنظر إليهم على أنهم «طاهرون»، ويُعتقد أن التضحية «النقية» أو «التي لا تشوبها شائبة» تحقق نتائج أفضل. إذا خُتن الطفل أو جُرح أو ثُقبت أذنه فيكون ذلك عيبًا أو نجاسة، وقد يسلم من التضحية. وقد وضع بعض الآباء علامات على أطفالهم بهذه الطرق لحمايتهم.
وفي حالات أخرى يُعطى الأطفال للأطباء السحرة من قبل الأقارب بدافع اليأس مقابل المال. تستحق حياة الطفل ثمنًا باهظًا وتوفر أموالًا فورية للأسر التي تعاني. سبب آخر لاختطاف الأطفال هو الاعتقاد بأن الأطفال يمثلون حياة جديدة متنامية، وتقديمهم كقربان سيجلب الرخاء والنمو لمن يقدم التضحية.

### الناجون
الطفل الذي ينجو من التضحية يُترك مع عواقب مؤلمة لبقية حياته. وعادة ما يعاني الناجون من ندوب كبيرة في أجسادهم ورأسهم وعنقهم على وجه الخصوص. تشويه الأعضاء التناسلية شائع أيضًا. يعاني الناجون من مشاكل في المسالك البولية ونمو مشوه في سن البلوغ. يؤثر الضرر النفسي الذي يلحق بالأطفال على نموهم بالكامل، ويمكن أن يعاني للضحايا في إقامة العلاقات «الطبيعية» بعد هذا الهجوم. تتأثر العائلات أيضًا لأن الآباء غالبًا ما يتحملون العبء المالي لتغطية العلاج قصير الأجل أو طويل الأجل.